# An·an
an·an (auch anan) ist eine wöchentlich erscheinende japanische Mode- und Beautyzeitschrift für Frauen von Magazin House.

## Geschichte
Im März 1970 wurde anan unter dem Namen an·an Elle Japon als japanischer Ableger der französischen Modezeitschrift Elle gegründet. Im August 1982 wurde ein neues Elle Japon gegründet und an·an wurde eine selbstständige Modezeitschrift. Seit Mitte August 2001 erscheint sie jeden Mittwoch.

## Inhalt
Die Zeitschrift ist auf Frauen zwischen 10 und 30 Jahren ausgerichtet. Sie enthält Artikel über Mode, Körperpflege, Ernährung, Liebe, Sex, Benehmen und berühmte Persönlichkeiten. Es sind auch immer viele Umfragen darin zu finden. Oftmals sind (vor allem japanischen und koreanischen) männlichen Stars Leitartikel gewidmet, in denen sie viel Haut zeigen und in Interviews auch auf schlüpfrige Themen eingehen. Bis 2009 organisierte Anan auch alljährlich das „Beliebte und unbeliebte Männer“-Ranking (好きな男・嫌いな男ランキング, suki na otoko, kirai na otoko rankingu), das auch in der Männerwelt auf großes Interesse stieß. Analog gab es auch eine Umfrage zu „beliebten und unbeliebten Frauen“ (好きな女・嫌いな女ランキング, suki na onna, kirai na onna rankingu).